# Sterol

Structura sterolului

Steridele sunt lipide simple care se găsesc în cantitate mică în toate organismele vegetale și animale. Ele sunt esterii naturali ai acizilor grași cu sterolii, Dintre acizii grași cel mai des întâlniți fac parte acidul palmitic, acidul stearic și acidul oleic.

## Structură chimică
Sterolii sunt monoalcooli secundari ciclici, care derivă de la o hidrocarbură policiclica, numită steran, nucleul de bază fiind de natură ciclopentanperhidrofentrenică.

Steran (nucleu Ciclopentaperhidrofenantrenic)

Această structură are 3 hexacicluri, așezate sub formă fenatrenică și un pentaciclu.Inelele se notează cu literele A, B, C, D, iar numerotarea atomilor de carbon începe cu nucleul A. Pe lîngă aceste inele , sterolii conțin în moleculă alte elemente constitutive:
- la C3 au o grupare hidroxilică (OH) care le conferă statutul de alcooli secundari
- la C17 au fixată o catenă laterală, formată din 8-10 atomi de carbon, care se termină printr-un radical izopropilic
- la punctele de legătură dintre cicluri, respectiv la C10 și C 13, sunt fixați 2 radicali metil, notați C18 si C 19, acești substituenți numindu-se metili angulari
- Ciclurile și catena laterală pot fi complet saturate sau pot conține 1-3 duble legături

## Izomeria sterolilor
Datorită numărului mare de atomi de carbon asimetrici, deci atomi de carbon care pot prezenta activitate optică, sterolii pot forma teoretic un număr mare de izomeri. În mod teoretic în cazul unui sterol cu 8 atomi de carbon se pot obține 28 izomeri , adică 256 izomeri dextrogiri și 256 izomeri levogiri. Practic sterolii naturali prezintă izomeri numai carbonilor asimetrici C3 C5 și mai rar C17
Izomerii determinanți de carbonii C3 și C5 se stabilesc în funcție de poziția pe care o au următorii substituenți
- gruparea OH de la C3
- hidrogenul de la C5
- metilul angular de la C10

În mod convențional s-a stabilit că atunci cînd metilul angular de la C10 este deasupra planului moleculei, poziția se notează cu beta, iar cînd metilul este sub planul moleculei se notează cu alfa. Dacă hidroxilul de la C3 se află în același plan cu metilul de la C 10(deasupra planului), se obține un izomer "cis" sau beta și care se notează cu linie continuă îngroșată, iar dacă hidroxilul este sub planul moleculei se obține un izomer "trans" sau alfa și care se reprezintă prin linie punctată.
De asemenea în funcție de poziția hidrogenului de la C5 față de metilul angular de la C10 se pot forma de asemenea 2 izomeri:Izomerul cis sau beta va avea atomul de H de aceeași parte cu metilul angular, iar izomerul trans sau alfa va avea hidrogenul opus metilului angular, sub planul moleculei.
Sterolii naturali sunt în majoritate lor de tip trans optic activi, levogiri cu excepția coprosterolului care este dextrogir, fiind izomer cis. Sterolii sunt substanțe cristalizate care au puncte de topire mai ridicate decât ale gliceridelor variind între 102 –1700 C. Sunt solubili în solvenți organici și greu solubili în apă. Acei steroli care au în moleculă o legătură dublă dau reacții de adiție cu hidrogenul și halogenii.Sterolii se pot recunoaște prin reacții de culoare cu acidul sulfuric concentrat, anhidridă acetică, peroxizi în soluție cloroformică.
Clasificare 
Se clasifică după proveniență în :
- Fitosteroli caracteristici plantelor superioare și celor inferioare
- Micosteroli caracteristici ciupercilor
- Zoosteroli caracteristici organismelor animale